# Odontopera graecarius
Odontopera graecarius là một loài bướm đêm trong họ Geometridae.